# Apifobia

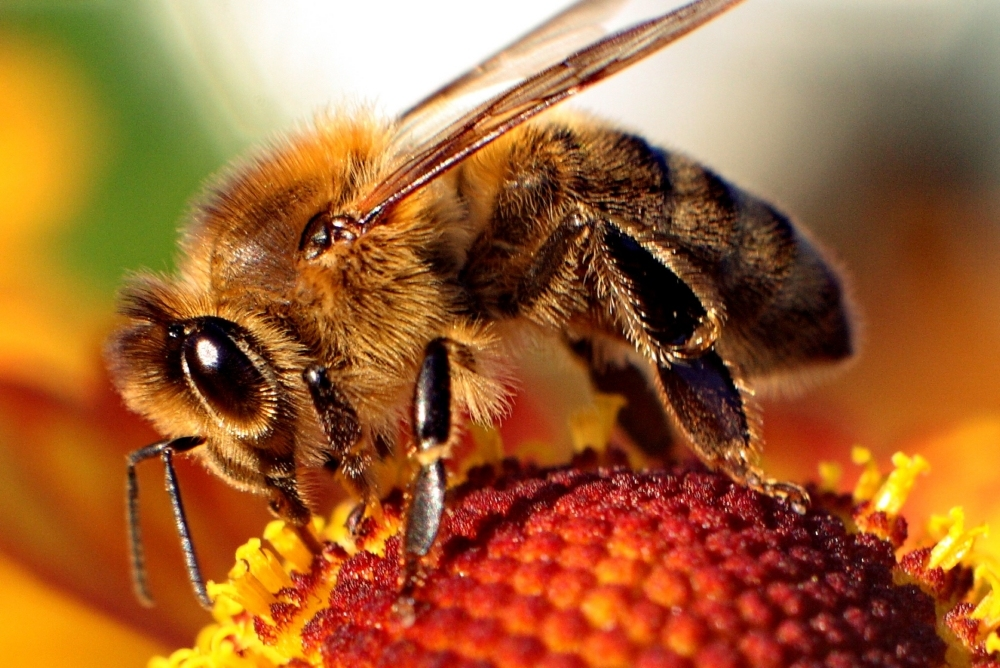
Abeja del género Apis en una flor.

La apifobia (del latín apis(abeja) y del griego antiguo phobos (miedo)), también conocida como melisofobia (del griego antiguo melissa (abeja) y del Griego antiguo phobos (miedo)), es un miedo irracional y excesivo a las abejas, avispas y/o abejorros.

## Síntomas básicos
Algunos de los síntomas de la apifobia son:
- Sudoración
- Náuseas
- Taquicardia
- Terror/pánico
- Temblores
- Ahogo
- Necesidad de huir
- Respiración acelerada
- Paralización
- Llanto

## Tratamiento
La Apifobia es una de las zoofobias que más se da en niños y puede privarles de formar parte de actividades al aire libre. Las personas de mayor edad controlan el miedo natural a las abejas más fácilmente. Sin embargo, algunos adultos no pueden evitar dicho miedo a las abejas.
Una forma recomendada de vencer el miedo de los niños a las abejas es entrenarlos para que planten cara a ese miedo (un método común de tratamiento para las fobias específicas).
La causa de esta fobia se debe al hecho de haber tenido experiencias de picaduras de abeja, especialmente si la persona es alérgica a las mismas.